# Erkner
Erkner [ˈɛɐ̯kˌnɐ]  est une ville située dans l'arrondissement d'Oder-Spree et la région de Brandebourg.

## Historique
Le nom d'Erkner est mentionné en 1579 pour la première fois sous le nom de "Arckenow". Cet toponymie recouvre en fait une maison de pêcheur. Le lieu se peuple et plusieurs maisons sont construites et forment un village qui prend successivement les noms de Erkenau - Erkener - Erkner.
En 1715, un bureau de poste est installé dans le hameau qui devient un relais postal.

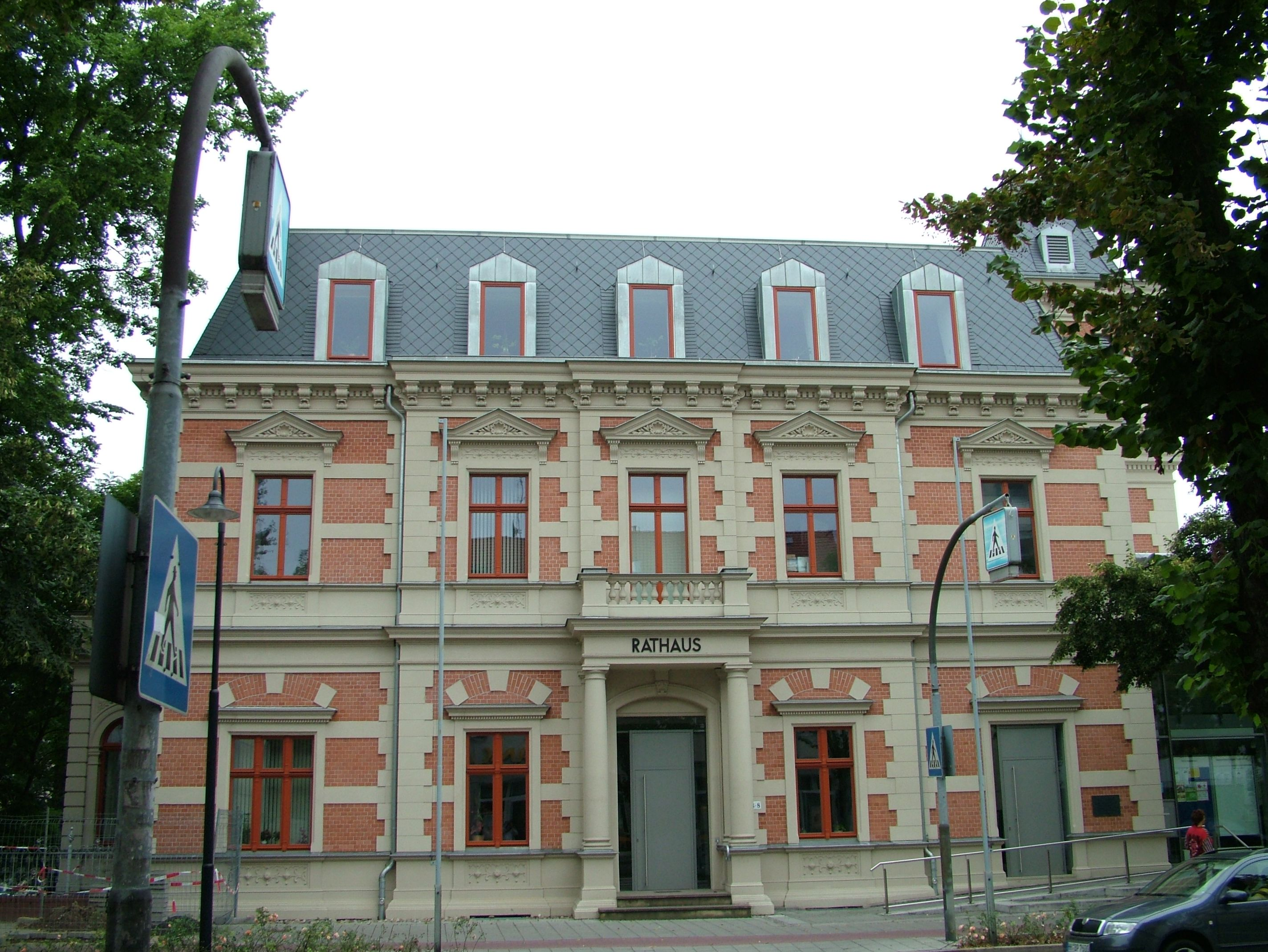
La Mairie d'Erkner

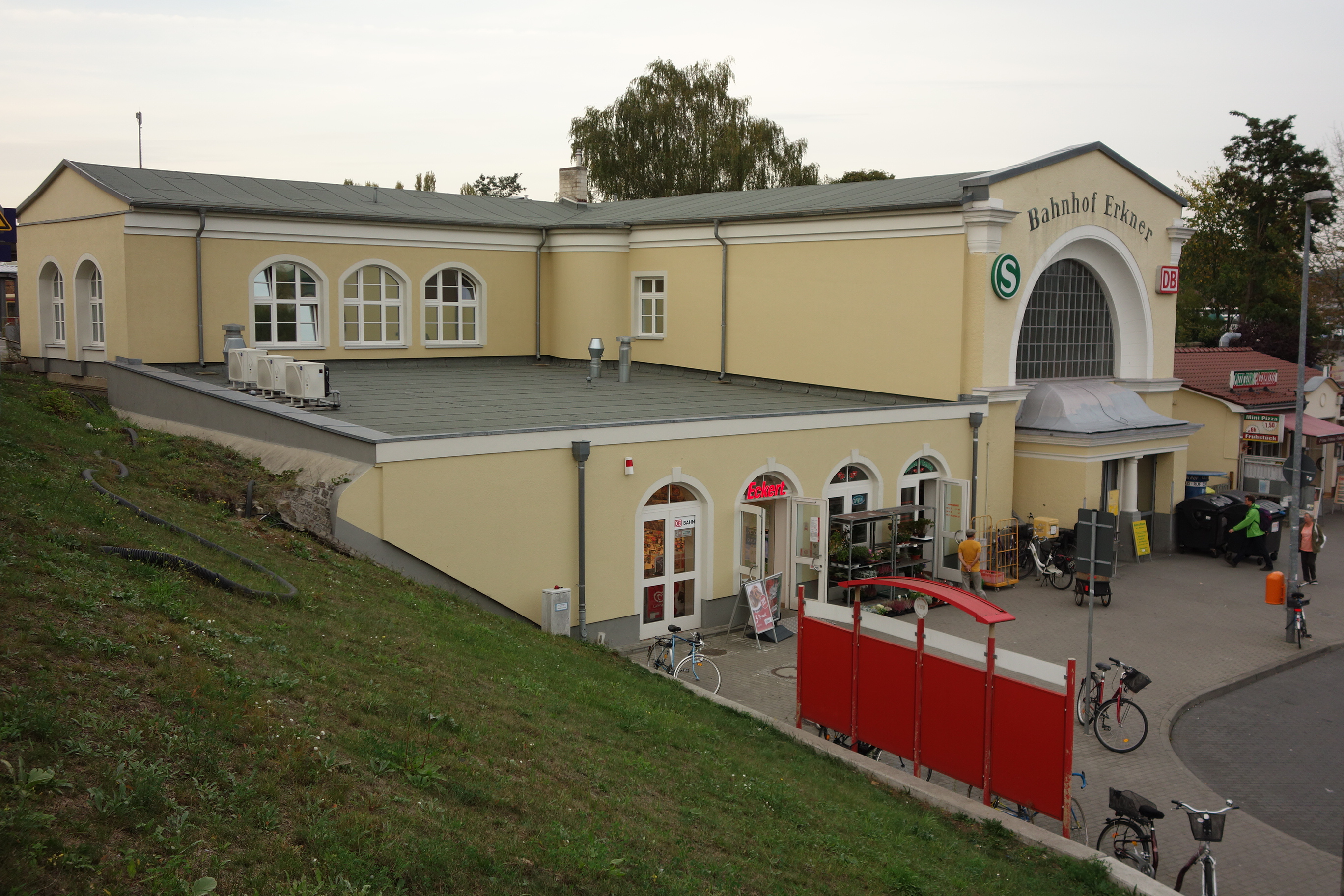
La gare d'Erkner